# 馬桂芳

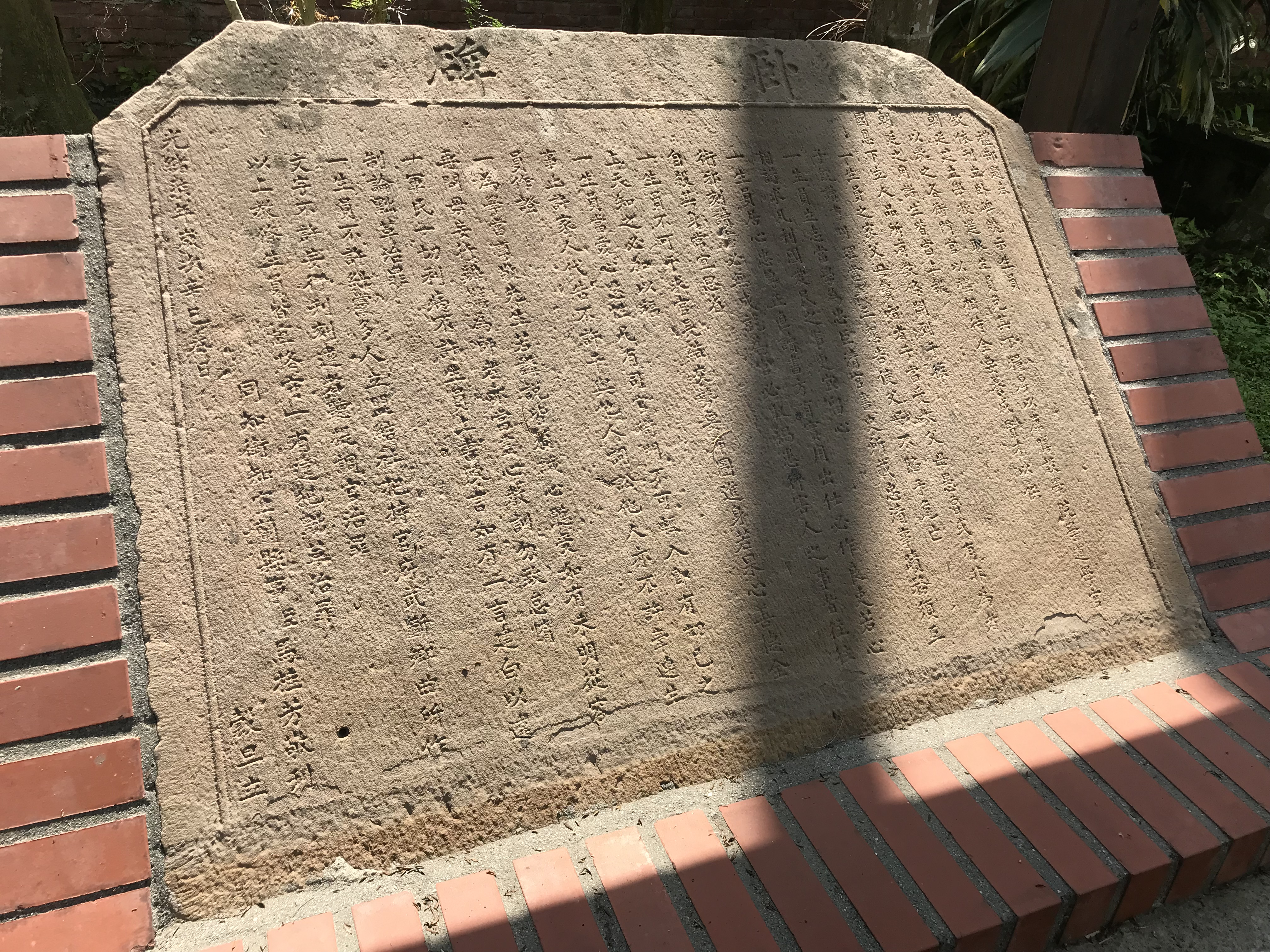
光緒七年（1881年）春宜蘭縣知縣馬桂芳所立〈宜蘭孔子廟臥碑〉，宜蘭孔子廟藏

馬桂芳（?—?），山東省登萊青膠道登州府棲霞縣（今山東省煙臺市棲霞市）人，清代官員。
光緒三年（1877年），参加丁丑科殿試，登進士三甲第133名。同年五月，經吏部掣簽，授即用知縣。